# 伊瑪爾地產
伊瑪爾地產（英語：Emaar Properties，羅馬化：sharikat 'iiemar aleaqaria）是阿拉伯聯合酋長國的一家公司，也是迪拜證券交易所認可的公眾股份有限公司（Public Joint Stock Company）。該公司創立於1997年，實收股本10億阿聯酋迪爾汗，是現在波斯灣地區最大的土地和地產開發商。伊瑪爾地產涉足房地產投資和開發、物業服務、教育、醫療保健、零售業、酒店服務業等諸多領域，同時也是金融服務供應商。2007年，迪拜政府通過迪拜投資公司交換價值280億阿聯酋迪爾汗的土地，掌握了伊瑪爾地產32%的股權。
位於杜拜的世界第一高樓哈里發塔，即由伊瑪爾地產籌建與擁有。

## 外部連結
- Emaar Corporate website （页面存档备份，存于）
- Emaar Properties - Developer Profile
- Emaar Middle East Website （页面存档备份，存于）
- Company overview by Zawya
- Emaar Properties （页面存档备份，存于）
- Khaleej Times on evidence of insider trading of Emaar shares on the Dubai exchange （页面存档备份，存于）
- AMEinfo report on possible currency realignment